# اس‌کیو۱۰۹
اس کیو۱۰۹ (به انگلیسی: SQ109) یک ترکیب شیمیایی با شناسه پاب‌کم ۵۲۷۴۴۲۸ است.